# Fiorinia kumatai
Fiorinia kumatai är en insektsart som beskrevs av Sadao Takagi 1975. Fiorinia kumatai ingår i släktet Fiorinia och familjen pansarsköldlöss.
Artens utbredningsområde är Nepal. Inga underarter finns listade i Catalogue of Life.